# Ромни (катер)
Водолазний катер «Ромни» А732 — катер проєкту 1415, належить до складу Військово-Морських Збройних Сил України. Побудований в 1984 році, та названий в честь українського міста Ромни, Сумської області.

## Тактико-технічні характеристики катера
Стандартна водотоннажність: 35 т.
Повна водотоннажність: 43,2 т.
Розміри: довжина — 21,2 м, ширина — 3,93 м, осадка — 1,6 м.
Швидкість повного ходу: 12 вузлів.
Дальність плавання: 800 миль при 9 вузлах.
Силова установка: 1 дизель 3Д12АЛ на 300 к.с., 1 дизель-генератор на 12 кВт, 1 дизель-генератор на 1,2 кВт, 1 вал.
Радіотехнічне озброєння: навігаційна радіолокаційна станція «Печора-1».
Екіпаж: 8 чол.

## Особливості проєкту
Проєкт катера 1415 (шифр «Фламінго») розроблявся одночасно в двох модифікаціях: робочий катер проєкту Р-1415 (згодом проєкт 14151) для перевезення вантажів і людей на зовнішніх і внутрішніх рейдах портів та водолазний проєкт РВ-1415 (згодом проєкт 14152), призначений для проведення робіт на глибинах до 45 м на тих же акваторіях портів. Була така і гідрографічна модифікація яка позначалася як проєкт 14156. Деякі з модифікацій були притягнуті до прикордонної службі, де значилися як проєкт 1415П.
Робочий катер був розрахований на 27 пасажирів або 17 тонн вантажу. Його трюми обслуговуються знімною поворотньою балкою вантажопідйомністю 0,5 тонн. Автономність за запасами провізії та питної води — 5 діб. Екіпаж робочого катера — три людини, водолазного — вісім чоловік (додатково включено п'ять водолазів). Як головний двигун, керований з ходової рубки, на катерах цього проєкту використовується дизель ЗД12Л потужністю 300 к.с., що працює через реверс-редуктор на гребний гвинт фіксованого кроку. Запаси палива палива і масла (1600 л.) забезпечують дальність плавання 200 миль. До складу суднової електростанції входять трифазний синхронний генератор (номінальна потужність — 12 кВт, напруга — 400 В, частота — 50 Гц), дві групи акумуляторних батарей типу 6СТК-180 М (напруга — 12 В) і навішені на головний двигун генератор постійного струму (потужність — 1,2 кВт, напруга — 27 В). На стоянці живлення здійснюється від берегової електромережі.

## Історія катера
Рейдовий водолазний катер «РВК-1403» проєкту РВ1415 був побудований в 1984 році на Соснівському суднобудівному заводі (заводський № 532), увійшов до складу Чорноморського флоту.
01.08.1997 р. «РВК-1403» був включений до складу Військово-Морських Сил України, отримав нову назву «Ромни» в честь однойменного українського міста Ромни (адміністративний центр Роменського району Сумської області), з присвоєнням бортового номера «U732».
З 2004 року водолазний катер «Ромни» входив до складу Центру пошуково-аварійно-рятувальних робіт ВМС Збройних Сил України.
Водолазний катер базувався на Стрілецьку бухту Севастополя.
21.03.2014 р. на катері був спущений прапор Військово-Морських Сил України, і піднятий прапор Військово-Морського Флоту Росії.
30.04.2014 р. водолазний катер «Ромни» без прапорів розпізнання був виведений російськими буксирами зі Стрілецької бухти Севастополя для передачі українській стороні за межами 12-мильної зони і подальшої його буксирування в Одесу.